# Flovilla
Flovilla es un pueblo ubicado en el condado de Butts en el estado estadounidense de Georgia. En el censo de 2000, su población era de 652.

## Demografía
En el 2000 la renta per cápita promedia del hogar era de $38,194, y el ingreso promedio para una familia era de $42,679. El ingreso per cápita para la localidad era de $15,712. Los hombres tenían un ingreso per cápita de $26,507 contra $18,750 para las mujeres.

## Geografía
Flovilla se encuentra ubicado en las coordenadas 33°15′20″N 83°53′54″O / 33.25556, -83.89833 (33.255556, -83.898333).
Según la Oficina del Censo, la localidad tiene un área total de 5 km² (1,9 mi²), de la cual 5 km² (1,9 mi²) es tierra y 0 km² (0 mi²) (0.00%) es agua.